# Lijst van beelden in Haren (voormalige gemeente)
Dit is een (onvolledige) chronologische lijst van beelden in de voormalige gemeente Haren, die de kernen Haren, Glimmen, Noordlaren en Onnen omvatte. Onder een beeld wordt hier verstaan elk driedimensionaal kunstwerk in de openbare ruimte van de voormalige Nederlandse gemeente Haren (Groningen), waarbij beeld wordt gebruikt als verzamelbegrip voor sculpturen, standbeelden, installaties, gedenktekens en overige beeldhouwwerken.
Voor een volledig overzicht van de beschikbare afbeeldingen in de kern Haren zie: Beelden in Haren op Wikimedia Commons.
| Geplaatst | Omschrijving                            | Kunstenaar          | Straat                          | Plaats  | Materiaal                | Afbeelding |
| --------- | --------------------------------------- | ------------------- | ------------------------------- | ------- | ------------------------ | ---------- |
| 1936/1999 | Kopje prinses Juliana                   | Gerrit van der Veen | Prins Bernhardlaan              | Haren   | brons                    |            |
| 1939      | Hein Aalderink                          | anoniem             | Sassenhein                      | Haren   | beton                    |            |
| 1939      | Henri Daniel Guyot                      | Willem Valk         | Rijksstraatweg 63               | Haren   | zandsteen                |            |
| 1949      | gedenksteen Tweede Wereldoorlog         | anoniem             | Rijksstraatweg                  | Haren   | natuursteen              |            |
| 1950      | Tegeltableau 1000-woningenplan          | Anno Smith          | Torenlaan 1-13                  | Haren   | keramiek                 |            |
| 1950      | ?                                       | Anno Smith          | Kerklaan 5                      | Haren   | keramiek                 |            |
| 1959      | Don Quichotte                           | Egbert Reitsma      | Rijksstraatweg 20               | Glimmen | steen                    |            |
| 1962      | baksteenreliëf                          | Klaas van Dijk      | Hertenlaan                      | Haren   | steen                    |            |
| 1963      | Kraanvogels                             | George van der Wagt | Dilgtweg 5 (Beatrixoord)        | Haren   | keramiek                 |            |
| 1968      | IJzerplastiek                           | Siep van den Berg   | Kerklaan/Oosterweg              | Haren   | ijzer                    |            |
| 1968      | baksteenreliëf                          | Jan van der Zee     | Bamshorn 2, (sporthal)          | Haren   | baksteen                 |            |
| 1971      | gevelversiering                         | Folkert Haanstra    | Hemsterhuislaan                 | Haren   | hout                     |            |
| 1971      | tegelmozaïek                            | Jan van der Zee     | Rijksstraatweg                  | Haren   | tegels                   |            |
| 1975      | Onverbrekelijk vervonden                | mw. Vels            | aula begraafplaats (sinds 2011) | Haren   |                          |            |
| 1985      | zonder titel (2 delen)                  | Egbert Hanning      | Sportpark De Groenenberg        | Glimmen |                          |            |
| 1985      | Meisje met hoofddoek                    | Swami Anand Vygiano | Clockhuysplein                  | Haren   | brons                    |            |
| 1986      | zonder titel                            | Ko Vester           | Vondellaan                      | Haren   | graniet, rvs             |            |
| 1986      | Politie-logo                            | Anno Smith          | Vondellaan 8                    | Haren   | keramiek                 |            |
| 1988      | Grensbepaling                           | Herman Bartelds     | Rijksstraatweg                  | Haren   | Beton                    |            |
| 1989      | Nieuw begin                             | Herman Bartelds     | Rijksstraatweg                  | Haren   |                          |            |
| 1995      | Voortgang (Bouwstenen voor revalidatie) | Herman Bartelds     | Dilgtweg                        | Haren   | messing, travertin       |            |
| 1995      | juichende mens                          | Johanna Nijlunsing  | Jachtlaan                       | Haren   | hout                     |            |
| 1996      | Vuur onder de wereld                    | Bastiaan de Groot   | Raadhuisplein                   | Haren   | hardsteen, marmer, ijzer |            |
| 2000      | De bron (fontein)                       | Jon Gardella        | Raadhuisplein                   | Haren   | brons                    |            |
| 2003      | monument Anda Kerkhoven                 | anoniem             | Oosterbroekweg                  | Glimmen |                          |            |
| 2004      | monument Tweede Wereldoorlog            | anoniem             | Appelbergen                     | Glimmen | zwerfkei                 |            |
| 2008      | Poort voor Haren                        | Herman Bartelds     | Nescioplein                     | Haren   | graniet en messing       |            |
| 2015/2017 | Everzwijn                               | Bastiaan de Groot   | Raadhuisplein                   | Haren   | Zweeds graniet           |            |
| 2021      | Streetart                               | onbekend            | tunnel onder de A28             | Haren   | verf                     |            |
| 2021      | Streetart                               | onbekend            | tunnel onder de A28             | Haren   | verf                     |            |
| 2021      | Streetart                               | onbekend            | tunnel onder de A28             | Haren   | verf                     |            |
| ?         | Gemeentewapen                           | Anno Smith          | Raadhuisplein                   | Haren   | keramiek                 |            |
|           |                                         |                     | Hortus Haren                    | Haren   |                          |            |